# Hesperis theophrasti
Hesperis theophrasti är en korsblommig växtart som beskrevs av Vincze von Borbás. Hesperis theophrasti ingår i släktet hesperisar, och familjen korsblommiga växter. Inga underarter finns listade i Catalogue of Life.